# 아돌프 히틀러의 군경력
1933년부터 1945년까지 나치 독일의 독재자였던 아돌프 히틀러의 군 복무는 그의 삶에서 두 가지 뚜렷한 부분으로 나눌 수 있다. 주로 제1차 세계 대전 중 히틀러가 바이에른 육군에서 상병)으로 복무했던 시기와, 퓌러로서 독일 국방군의 최고사령관으로 복무했던 제2차 세계 대전 시대이다.

## 역사

### 오스트리아-헝가리 육군 병역 회피
1907년부터 비교적 가난하게 살았던 빈에서, 히틀러는 1913년 5월에 아버지 유산의 마지막 부분을 받았고 독일 제국의 뮌헨으로 이사하여 건축 풍경화를 그리며 돈을 벌었다. 그는 오스트리아-헝가리 육군 징집을 피하기 위해 빈을 떠났을 수도 있다. 오스트리아-헝가리군은 그를 "stellungsflüchtig"으로 간주했는데, 이는 그가 징집 적성 검사를 의도적으로 회피했다는 의미이다. 그는 경찰에게 수배되었고 결국 뮌헨에서 발견되었는데, 당국은 그에게 현지 오스트리아-헝가리 영사관에 출두할 것을 요구했다. 히틀러는 지시대로 따랐지만, 영사에게 가난, 질병, 기타 문제 등 오스트리아-헝가리군에 입대할 수 없는 다양한 이유를 말했다. 영사는 그를 가엾게 여겨 규정을 무시하기로 결정했고, 히틀러의 인도를 명령하지 않았다. 그럼에도 불구하고, 히틀러의 사건을 오스트리아에서 다시 확인하기로 결정되었다. 바이에른 경찰은 그를 잘츠부르크로 돌려보내 오스트리아-헝가리 육군에 다시 입대하도록 했지만, 그는 1914년 2월 5일 신체검사에 불합격하고 뮌헨으로 돌아왔다.
역사학자 헨리크 에베르레에 따르면, 히틀러는 오스트리아-헝가리군의 다민족 국가적 성격에 대한 그의 커져가는 경멸 때문에 오스트리아-헝가리 육군 징집을 회피했을 가능성이 크다. 히틀러의 제1차 세계 대전 상사 중 한 명인 막스 아만과 같은 현대 증인들은 그가 나중에 그렇게 정치적으로 극단적이지는 않았다고 나중에 보고했다. 그럼에도 불구하고, 히틀러는 이미 강경한 독일 국민주의에 대한 헌신과 빈의 체코인과 같은 비독일 집단에 대한 강한 혐오감을 보여주었다. 제1차 세계 대전 발발 당시, 히틀러는 독일 제국 육군의 초기 열렬한 지지자였다.

### 제1차 세계 대전

#### 초기 복무 및 제1차 이프르 전투

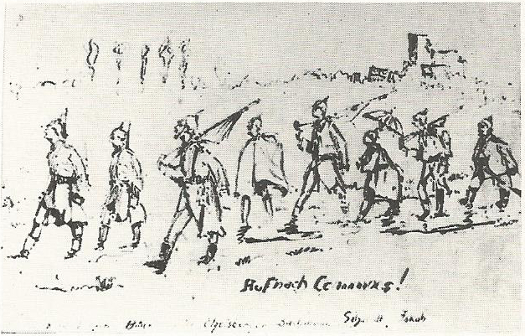
히틀러의 캐리커처, 1914~1915년경 동지들 중 자신(왼쪽에서 셋째)을 묘사함

1914년 8월, 오스트리아-헝가리와 독일 제국이 제1차 세계 대전에 참전했을 때 히틀러는 25세였다. 그는 8월 2일 전쟁 발발을 열렬히 환영했고, 전쟁 시작 이틀 후 독일 제국 육군에 입대하려 했다. 그러나 당시 군은 더 많은 자원병이 필요 없었기 때문에 처음에는 퇴짜를 맞았다. 8월 16일, 그는 뮌헨의 신병 보급소에 보고하라는 명령을 받았다. 오스트리아 국적이었기 때문에 바이에른 육군에서 복무 허가를 요청해야 했다. 허가는 내려졌다. 1924년 바이에른 당국이 히틀러가 어떻게 바이에른 육군에서 복무할 수 있었는지 의문을 제기한 보고서에 따르면, 히틀러는 거의 확실히 정부의 실수로 입대했을 것이다. 당국은 1914년 오스트리아군 신체검사에 불합격한 후 그가 왜 오스트리아로 추방되지 않았는지 설명할 수 없었다. 그들은 히틀러의 시민권 문제가 단순히 제기되지 않았다고 결론지었고, 그래서 그는 바이에른 육군에 입대할 수 있었다. 군대에서 히틀러는 어린 시절부터 키워온 독일 민족주의 사상을 계속해서 주장했다.
입대 후 히틀러는 전쟁 중 프랑스와 벨기에에서 복무할 바이에른 예비 보병연대 16연대 (리스트 연대 1중대)에 배속되었다. 히틀러가 전선에 도착했을 때, 서부 전선에서의 독일군의 초기 진격은 이미 둔화되었지만, 갈등은 아직 본격적인 참호전 단계에 접어들지 않았다. 히틀러는 제1차 이프르 전투 (1914년 10월)에서 처음 전투에 참가했는데, 독일인들은 나중에 이 전투를 이프르의 순진한 자들의 학살(Kindermord bei Ypern)로 기억했다. 약 40,000명의 병력 (3분의 1에서 절반 사이, 그 중 많은 수가 대학생)이 새로 입대한 9개 보병사단에서 처음 20일 동안 사상자가 발생했기 때문이다. 1중대 보병으로 복무하며 히틀러는 1914년 10월 29일 예비 보병연대 16연대가 참호에 있지만 심하게 병력이 줄어든 스코틀랜드 부대와 마주쳤을 때 처음으로 적과 조우했다. 그는 나중에 자신과 동지들이 전투의 진정한 위험을 제대로 이해하지 못했기 때문에 당시 그의 부대의 사기가 매우 높았다고 회상했다. 바이에른 병사들은 돌격으로 스코틀랜드군을 쉽게 제압했지만, 첫 손실을 입기 시작하면서 냉정을 되찾았다.
그 지역의 독일군 부대는 계속 진격했지만, 곧 더 많고 잘 위장된 영국군 진지에 부딪혀 정체되었다. 세 개의 참호선을 돌파한 바이에른군 병사들은 결국 작은 숲에 멈춰 섰고, 나중에 새로운 점령자들이 그 숲을 "바이에른 숲"("Bayernwald")이라고 불렀다. 이 시점에서 연합군은 격렬한 포격을 가했고, 히틀러의 부대는 인근 참호 시스템으로 피신할 수밖에 없었고, 그곳에서 그와 동지들은 더 많은 연합군 병력과 교전했다. 바이에른군 병사들은 몇몇 농가를 점령하려 했지만, 히틀러는 처음에는 낙오자들을 모으기 위해 "바이에른 숲"으로 다시 보내졌다. 돌아온 후, 그는 농가를 위한 전투에 합류했다. 세 시간 동안의 전투 끝에 농가는 점령되었고, 히틀러는 간신히 오른팔에 총을 맞지 않았다.
농가에서 밤을 보낸 후 바이에른 예비 보병연대 16연대는 공격을 재개하라는 명령을 받았다. 첫날 작전과는 달리 이번에는 바이에른군이 실질적인 전과를 거의 거두지 못했다. 오히려 그들은 막대한 손실을 입었다. 히틀러는 이날의 경험에 대해 결코 기록하지 않을 것이다. 그는 처음에 몇 차례의 실패한 공격에 참여한 후, 연대 나머지가 작은 마을 겔벨트를 공격하는 동안 다른 병사들과 함께 예비대에 머물도록 명령받았다. 4일 후, 연대는 정착지에서 철수했다. 이 시점에서 바이에른 예비 보병연대 16연대는 약 75%의 사상자를 냈고, 원래 병력 3000명 중 725명의 현역 병사만 남았다. 히틀러와 일부 동지들은 나중에 겔벨트에서의 충돌을 영웅적인 사건으로 묘사했지만, 다른 생존자들은 이를 끔찍한 일로만 여겼다. 12월까지 히틀러 자신의 중대원 250명은 42명으로 줄었다. 전기작가 존 키건은 이 경험이 히틀러로 하여금 남은 전쟁 기간 동안 냉담하고 은둔적으로 변하게 만들었다고 주장한다. 전투 후 히틀러는 사격병 (이등병)에서 상병으로 진급했다. 그는 연대 전령으로 배정되었다.
1914년 말까지 서부 전선은 거의 고착 상태가 되었다. 당시 편지에서 히틀러는 발전하는 참호전에 대한 좌절감을 표현했다. 그는 끊임없는 포격이 높은 사기에도 불구하고 불안하게 만들었으며, 많은 땅이 황폐하고 사람이 살 수 없는 무인지대로 변했다고 인정했다. 그럼에도 불구하고 그는 독일의 승리를 확신했고, 가까운 미래에 어떤 종류의 대공세가 있기를 희망했다.

#### 전쟁 중 복무 평가 및 생활 방식
히틀러는 전쟁을 자신의 인생 최고의 시간으로 여겼다. 그는 다른 군인들에게 냉담하고, 조용하며, 외톨이로 묘사되었고, 고향에서 편지를 받지 않았지만, 정기적으로 팸플릿과 문학 작품을 읽었다. 히틀러는 동료 병사들이 프랑스 매춘부들을 방문하는 것에 대해 국적과 부도덕성 때문에 자주 분노를 표출했다. 그러나 이상하게 여기면서도 히틀러는 동료들에게 사랑받고 받아들여졌다. 그의 편지에는 1914년 말부터 정치적, 우익적 논평이 담기기 시작했다. 그는 독일에서 "Fremdländerei"(외국 영향)를 제거하고 국제주의를 파괴할 필요성에 대해 숙고했다. 그는 이것들을 어떤 영토 정복보다 더 중요하게 여겼다.
일부 사람들은 그가 연대 전령으로 배치된 것을 "비교적 안전한 일"로 간주했다. 연대 본부가 전선에서 몇 마일 떨어진 곳에 있었기 때문이다. 토마스 웨버에 따르면, 이 시기의 초기 역사가들은 전선에서 떨어져 "상대적인 편안함" 속에 머물렀던 연대 전령과 참호 사이를 오가며 더 자주 포화를 맞았던 중대 또는 대대 전령을 구별하지 못했다. 전령들의 임무는 서부 전선에서 독일군이 지속적인 교착 상태로 인해 방어 진지에 정착하면서 변화했다. 도보나 자전거로 전달되는 메시지는 줄어들고 전화로 전달되는 메시지는 늘어났다. 히틀러의 동료들도 본부에서 근무했다. 그들은 "아디"의 외설스러운 이야기에 대한 혐오감을 비웃었고, 그들의 잼 배급과 그의 담배를 교환했다.

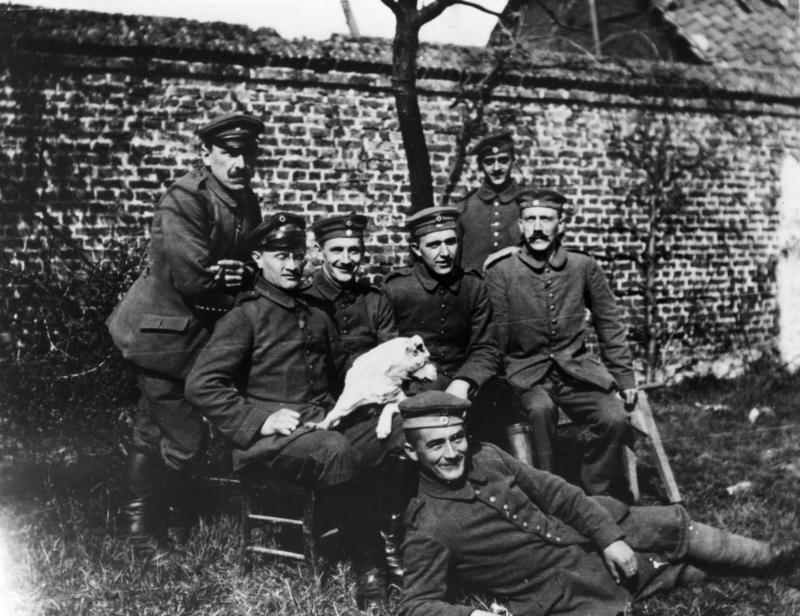
히틀러가 "리스트" 연대 병사들과 푹슬과 함께 맨 오른쪽에 앉아 있다.

1915년 초, 상병 히틀러는 푹슬(작은 여우)이라고 이름 붙인 유기견을 입양했는데, 푹슬은 많은 재주를 배웠고 그의 동반자가 되었다. 히틀러는 그를 "진정한 서커스 개"라고 묘사했다. 1917년 8월, 리스트 연대는 알자스의 조용한 전선 구역으로 이동했다. 이동 중에 푹슬과 히틀러의 스케치 및 그림 포트폴리오가 모두 도난당했다. 히틀러는 비록 상실로 인해 마음 아팠지만, 첫 휴가를 보냈는데, 이는 동료의 가족과 함께 베를린을 18일 동안 방문하는 것이었다.
뉘른베르크 전범 재판에서, 그의 전임 상사 두 명은 히틀러가 진급을 거부했다고 증언했다.
히틀러는 용감함을 인정받아 두 차례 훈장을 받았다. 그는 1914년에 철십자 2급을, 1918년에는 철십자 1급을 받았다. 이는 상병에게는 드물게 주어지는 영예였다. 히틀러의 철십자 1급은 리스트 연대의 유대인 부관인 후고 구트만 중위의 추천으로 수여되었다. 웨버에 따르면, 이 드문 상은 히틀러와 같이 연대 본부에 배치된 사람들에게 흔히 수여되었는데, 이들은 전투 병사들보다 더 고위 장교들과 접촉했기 때문이었다. 히틀러의 철십자 1급은 전령들이 필수적인 공개 전쟁에서의 공격과, 병력이 소진된 연대가 사망 60명, 부상 211명의 손실을 입은 날 이후에 수여되었다.

#### 1916~1918년

1916년 12월 19일 뮌헨에서 히틀러가 보낸 엽서로, 제1차 세계 대전 전투에 자원하여 참가하고 싶다는 내용이 담겨 있다

히틀러는 이후 솜 전투 (1916), 아라스 전투 (1917), 파스샹달 전투 (1917)에 참전했다. 1916년 7월 19일부터 20일까지 프롬멜 전투 중에 오스트레일리아군이 프랑스에서 첫 공격을 감행하여 바이에른 진지를 공격했다. 바이에른군이 공격자들을 격퇴했는데, 이는 서부 전선에서 하루 동안 가장 큰 손실을 입은 두 번째 사례로, 약 7,000명의 병력을 잃었다. 리스트 연대의 역사는 이 빛나는 방어를 "서부 전선 독일군의 전형"으로 칭송했다.
1916년 10월 솜 전투 중 히틀러는 전령들의 참호 입구에서 포탄이 폭발하면서 왼쪽 허벅지에 부상을 입었다. 그는 후송되지 않기를 간청했지만, 거의 두 달 동안 적십자 브란덴부르크 빌리츠 병원으로 보내졌다. 그 후 그는 뮌헨의 보급소로 명령받았다. 그는 그의 지휘관인 하우프트만 프리츠 비데만에게 동료들이 전선에 있는 것을 알면서 뮌헨에 있을 수 없으니 연대로 복귀시켜 달라고 편지를 썼다. 비데만은 1917년 3월 5일 히틀러의 연대 복귀를 주선했다.
1918년 10월 15일, 그와 몇몇 동료들은 영국군의 머스터드 황 공격으로 일시적으로 실명했으며, 프리델린 바그너에 따르면 히틀러는 목소리도 잃었다. 초기 치료 후 히틀러는 포메라니아의 파제발크 병원에 입원했다. 그곳에서 11월 10일 히틀러는 한 목사로부터 독일의 패배 소식을 들었고, 자신의 진술에 따르면 이 소식을 듣고 두 번째로 실명 발작을 겪었다. 나의 투쟁에서 히틀러는 이때가 정치인이 되기로 결심한 순간이라고 썼다: "침대에 누워 있을 때, 나는 독일을 해방하고 위대하게 만들겠다는 생각이 떠올랐다. 나는 그것이 즉시 실현될 것임을 알았다." 그러나 그 시점에서 그가 정치 경력에 전념했을 가능성은 낮다. 히틀러는 이후 베르사유 조약 (1919)에 격분했는데, 이는 독일에 전쟁 발발 책임을 강요하고, 독일의 여러 영토를 박탈하며, 라인란트를 비무장화하고 (연합군이 점령), 경제적으로 해로운 제재를 부과했다.
1918년 11월 19일, 히틀러는 파제발크 병원에서 퇴원하여 뮌헨으로 돌아왔다. 11월 21일에 도착하여 제2보병연대 제1대대 제7중대에 배속되었다. 12월에는 트라운슈타인의 포로수용소 경비병으로 재배치되었다. 그는 1919년 1월 수용소가 해산될 때까지 그곳에 머물렀다.
그는 뮌헨으로 돌아와 막사에서 몇 달을 재배치를 기다리며 보냈다. 당시 바이에른 인민국의 일부였던 뮌헨은 1919년 2월 21일 독일 민족주의자에 의해 뮌헨에서 사회주의자 쿠르트 아이스너가 총에 맞아 사망하는 등 여러 암살 사건이 발생하는 혼란 상태였다. 그의 라이벌 에르하르트 아우어도 공격으로 부상을 입었다. 다른 폭력 행위로는 파울 리터 폰 야흐라이스 소령과 보수당 국회의원 하인리히 오셀의 살해가 있었다. 이러한 정치적 격변 속에서 베를린은 군대를 파견했는데, 공산주의자들은 이를 "자본주의의 백색 근위대"라고 불렀다. 1919년 4월 3일, 히틀러는 자신의 군대 대대의 연락 담당자로 선출되었고, 4월 15일에 다시 선출되었다. 이 기간 동안 그는 자신의 부대에 싸움에 휘말리지 말고 어느 편에도 가담하지 말라고 촉구했다. 바이에른 평의회 공화국은 1919년 5월 6일 부르크하르트 폰 오븐 중장과 그의 군대가 도시를 안전하게 선언하면서 공식적으로 진압되었다. 체포와 처형의 여파 속에서 히틀러는 동료 연락 담당자인 게오르크 두프터를 소련의 "급진 선동가"라고 비난했다. 그가 군사 심의회에 제공한 다른 증언은 그들이 "혁명적 열정으로 감염된" 군대 내 다른 구성원들을 뿌리 뽑는 데 도움이 되었다. 그의 반공주의적 견해로 인해 그는 1919년 5월 그의 부대가 해체될 때 퇴출을 피할 수 있었다.

#### 제1차 세계 대전이 히틀러의 군사 사상에 미친 영향
역사가 스티븐 J. 잘로가는 히틀러가 제1차 세계 대전 동안의 경험으로부터 자신의 군사적 비전에 강하게 영향을 받았다고 주장했다. 이는 히틀러가 승리를 위해 의지와 사기의 중요성을 믿는 것으로 나타났는데, 그 역시 자신의 세대 중 많은 다른 독일인들처럼 배후중상설을 믿었기 때문이다. 이에 따라 그는 독일이 싸우려는 의지를 유지하는 한 제2차 세계 대전을 이길 수 있다고 확신하게 되었다.

### 육군 정보 요원
1919년 6월, 그는 제2보병연대 해체 사무실로 전근되었다. 이 무렵 독일군 사령부는 "경찰과 협력하여 주민들에 대한 엄격한 감시를 수행하여... 어떤 새로운 불안의 점화도 발견하고 진압할 수 있도록" 군의 주요 우선순위는 "새로운 불안의 점화를 발견하고 진압하는 것"이라는 칙령을 발표했다. 1919년 5월 카를 마이어는 뮌헨 주둔 경비연대 제6대대 사령관이 되었고, 5월 30일부터 바이에른 독일 국가방위군, 본부 4의 "교육 및 선전부" (Ib/P 부서) 책임자가 되었다. 정보부 책임자로서 마이어는 1919년 6월 초 히틀러를 비밀 요원으로 모집했다. 마이어 대위 휘하에 아우크스부르크 근처 라이히스베르라거 레흐펠트에서 "국가 사상" 강좌가 마련되었고, 히틀러는 7월 10일부터 19일까지 참석했다. 이 강좌는 주로 독일 역사, 전쟁 과정에 대해 교육하고 볼셰비즘 확산을 막기 위해 고안되었다. 이 기간 동안 히틀러는 마이어에게 깊은 인상을 주었다. 히틀러 자신은 이 강좌를 통해 자신이 특별한 웅변 능력을 가지고 있음을 깨달았고, 정기적으로 반유대주의 연설을 했다. 그는 1919년 여름 히틀러를 26명의 교관 중 한 명으로 반볼셰비키 "교육 특공대"에 배정했다.
독일 국가방위군의 아우프클레룽스코만도(정찰 특공대)의 페어빈둥스만(정보 요원)으로 임명된 히틀러의 임무는 다른 군인들에게 영향을 미치고 침투하여 독일 노동자당 (DAP)에 침투하는 것이었다. DAP의 활동을 감시하는 동안 히틀러는 창시자 안톤 드렉슬러의 반유대주의, 민족주의, 반자본주의, 반마르크스주의 사상에 매료되었다. 히틀러의 웅변 능력에 감명받은 드렉슬러는 그를 DAP에 가입하도록 초대했고, 히틀러는 1919년 9월 12일 가입했다.

### 재무장
1933년 총리로 취임한 지 6일 후, 히틀러는 독일군 지도자들과 만나 재무장이 최우선 과제라고 선언했다. 새로운 국방부 장관 베르너 폰 블롬베르크는 군대에 나치 원칙을 도입하여 독일인들이 계급 없는 사회에서 통합되는 민족공동체 개념을 강조했다. "제복은 모든 사람을 평등하게 만든다." 군사 계급은 계급 경계가 아닌 지휘 계통을 명시했다. 장교들은 다른 계급과 어울리도록 지시받았다. 1934년 5월 25일 블롬베르크의 군대 및 국가사회주의에 관한 칙령은 다음과 같이 명령했다: "부사관과 병사들이 어떤 축제에 참여할 때, 장교들이 모두 함께 앉지 않도록 주의해야 한다. 이 지침을 가장 심각하게 주의해 주시기를 요청한다." 급속히 확장되는 군대는 히틀러 유겐트에서 많은 신규 장교와 병사들을 모집했다. 미국인 윌리엄 L. 샤이러는 모든 계급이 같은 식량을 먹고, 비번일 때 교류하며, 장교들이 부하들의 개인적인 문제에 관심을 가졌다고 보고했다.
1934년 8월 1일, 새로운 법은 파울 폰 힌덴부르크가 사망하면 대통령직이 폐지되고 그 권한이 총리에게 통합될 것이라고 명시했다. 그날부터 히틀러는 퓌러이자 국가수상으로 알려지게 되었다. 국가원수로서 히틀러는 모든 군대의 최고사령관이 되었다. 힌덴부르크는 다음 날 사망했다. (새로운 직책은 1934년 8월 19일 국민투표로 확정되었다.) 블롬베르크는 자발적으로 1934년 8월 2일의 맹세를 도입했다: "나는 하느님께 이 신성한 맹세를 한다. 독일 제국과 국민의 퓌러이자 국방군의 총사령관인 아돌프 히틀러에게 무조건적인 복종을 할 것이며, 용감한 군인으로서 이 맹세를 위해 언제든 내 목숨을 걸 준비가 되어 있다." (1939년에는 맹세에서 하느님이 삭제되었다.) 독일 국가방위군은 1935년 5월 21일 독일 국방군으로 재편성되어 육군, 해군, 공군을 통합 지휘 아래 두었다.
히틀러는 그의 뛰어난 기억력과 기술 문제에 대한 관심 덕분에 재무장 단계를 이끌었다. 알프레트 요들 장군은 히틀러의 "놀라운 기술적, 전술적 비전은 그를 육군의 현대 무기 창조자로 이끌었다"고 썼다. 그는 프리드리히 대왕과 다른 군사 사상가들의 긴 구절들을 암송하며 주장을 설득했다. "장군들은 때때로 히틀러를 '손쉬운 아마추어'라고 부를지 모르지만, 군사 역사와 무기 기술에 대한 이해에 있어서는 그들 대부분보다 더 교육받고 준비되어 있었다." 1938년 2월 4일, 블롬베르크의 불명예와 은퇴 후, 히틀러는 칙령으로 발표했다: "이때부터 나는 전 군대에 대한 즉각적인 지휘권을 직접 행사한다." 그는 전쟁부를 폐지하고 블롬베르크의 다른 직책인 총사령관을 자신에게 가져왔다. 그 해 말까지 육군은 100만 명 이상의 병사와 25,000명의 장교를 보유하게 되었다.

### 제2차 세계 대전

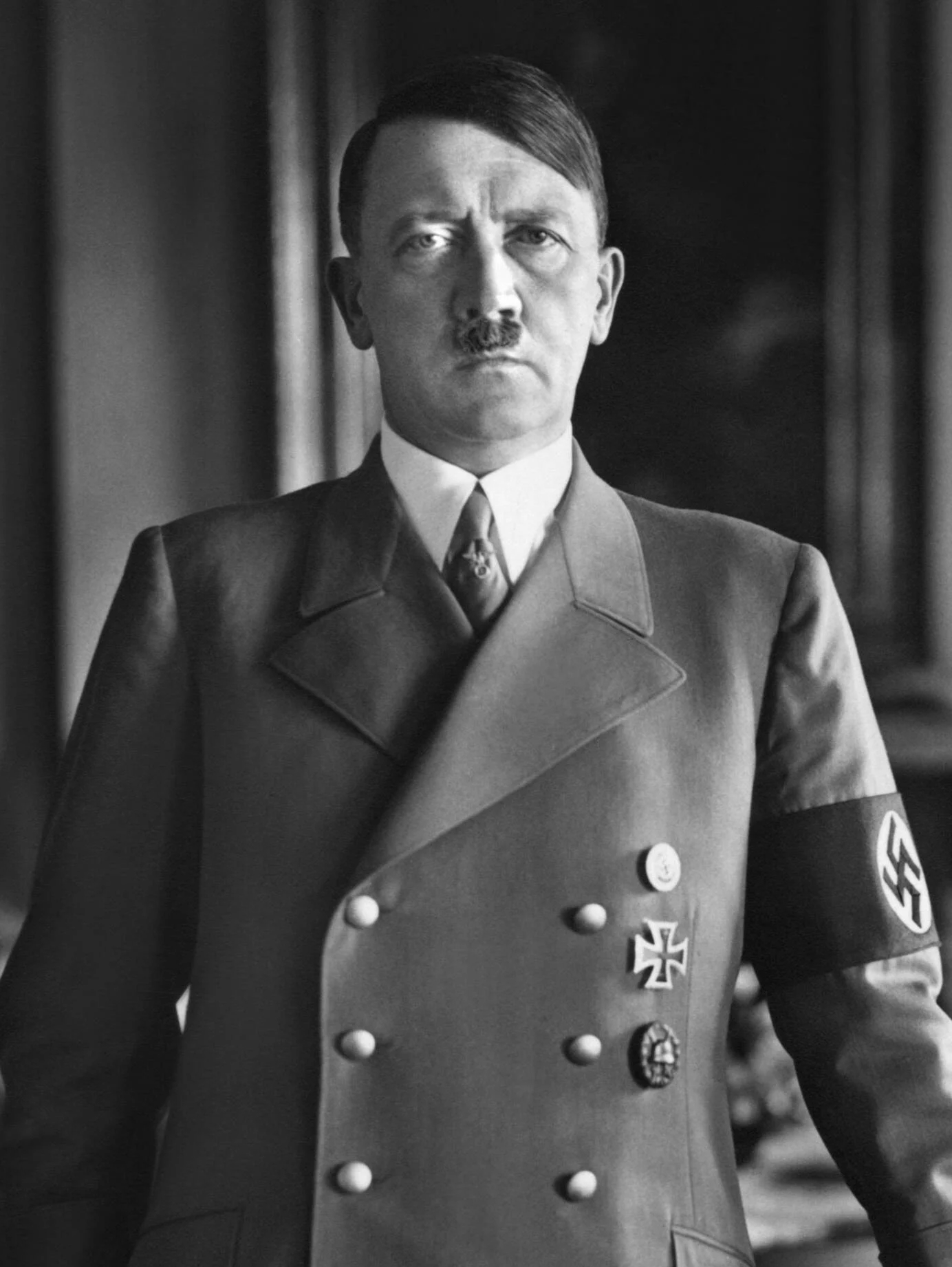
히틀러의 회색 군복 상의와 황금 당 휘장; 철십자 및 전상장. 그는 또한 왼팔에 만자문 완장을 착용하고 있다.

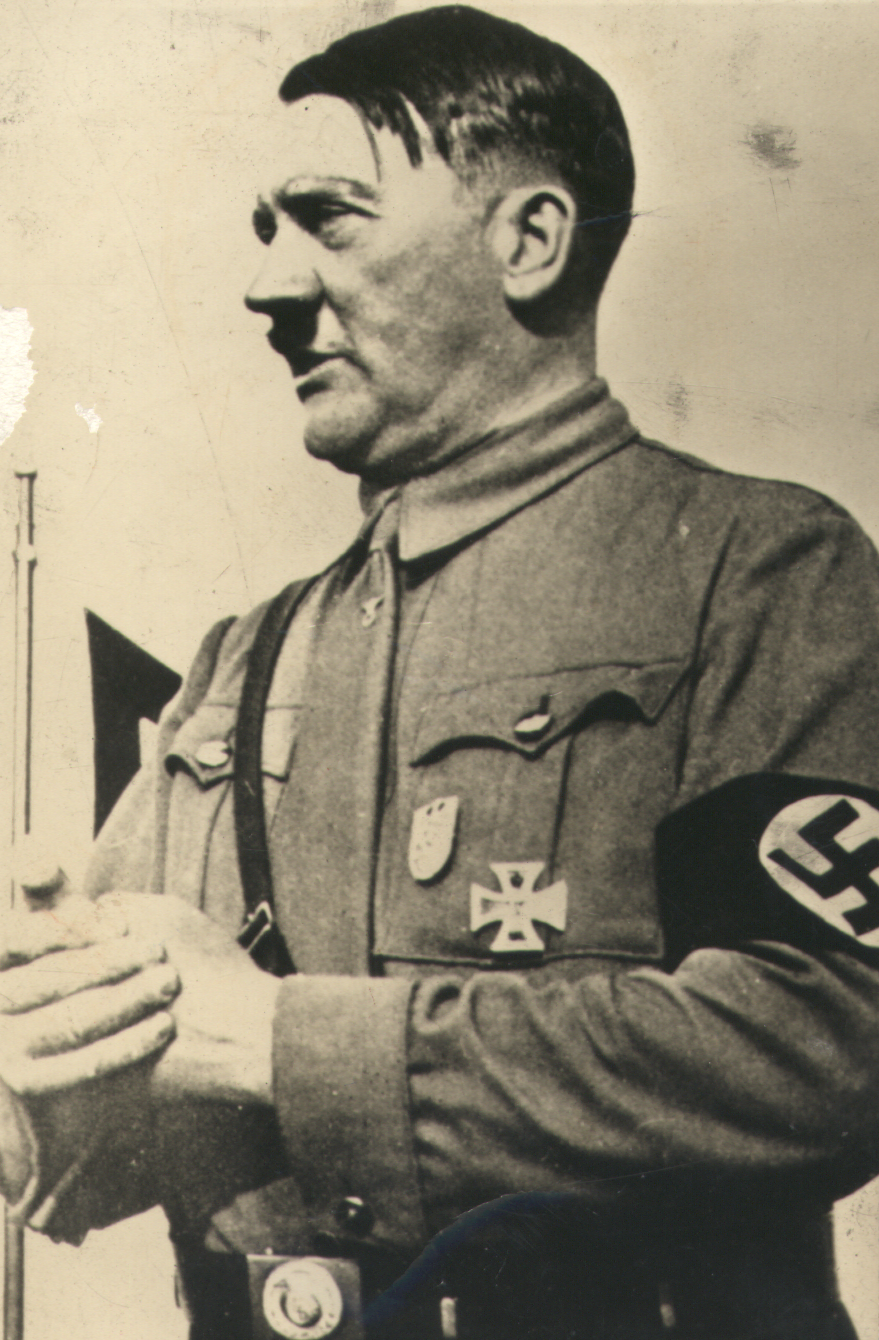
제1차 세계 대전 철십자와 뉘른베르크 전당대회 휘장을 착용한 갈색 셔츠 SA 제복을 입은 히틀러

1939년 9월 1일 크롤 오페라 하우스에서 폴란드 침공 이후 행한 연설에서 히틀러는 "이제부터 나는 독일 제국의 첫 번째 병사일 뿐이다. 나는 내게 가장 신성하고 소중한 코트를 다시 입었다. 승리가 확보될 때까지 벗지 않을 것이고, 그렇지 않으면 결과에서 살아남지 못할 것이다."라고 선언했다. 그때부터 히틀러는 왼쪽 소매 상단에 만자문 독수리가 수놓아진 회색 군복 재킷을 입기 시작했다. 전쟁 내내 히틀러가 전시한 유일한 군사 훈장은 제1차 세계 대전 때 받은 전상장과 철십자, 그리고 나치 황금 당 휘장이었다. 제2차 세계 대전에서 히틀러의 위치는 본질적으로 독일 국방군(Oberbefehlshaber der Deutschen Wehrmacht)의 최고사령관이었다.
폴란드 공격 준비를 명령한 후, 그는 작전 첫 3일 동안 연대급까지 준비된 모든 참모진을 면밀히 조사했다. 그는 중요한 다리 점령 계획을 훨씬 더 대담하게 다시 작성했다. 그의 군사적 지위는 그들이 노르웨이를 장악하고 서유럽을 정복하면서 급상승했는데, 주요 공세는 많은 전문 고문들의 우려에도 불구하고 그가 시행했던 아르덴을 통해 이루어졌다. 잘로가에 따르면, 히틀러는 처음에는 "군사 계획에 능숙한 아마추어"임을 증명했다.
제2차 세계 대전 초기의 독일군 승리 이후 히틀러는 자신의 삶의 사명에 점점 더 집착하고 자신의 무오류성을 확신하게 되었다. 그는 반대 의견을 듣지 않았고 자신의 정치적 움직임과 군사적 능력에 지나치게 자신감을 가졌다. 그는 모든 승리를 자신의 지도력 덕분으로 돌리고 모든 패배는 부하들의 무능함 탓으로 돌리기 시작했다. 히틀러는 1941년 12월 자신을 독일 육군(Heer) 총사령관으로 임명함으로써 전쟁 노력에 더욱 깊이 관여하게 되었다. 이로써 그는 일반적으로 완전한 독일 장군이 맡는 직접적인 작전 지휘 임무를 맡게 되었다. 이때부터 그는 소련과의 전쟁을 직접 지휘했으며, 서부 연합군을 상대하는 그의 군 지휘관들은 어느 정도의 자율성을 유지했다.
독일에 불리하게 전쟁이 흘러가면서 히틀러의 리더십은 현실과 점점 더 동떨어지게 되었고, 군의 방어 전략은 종종 그의 느린 의사 결정과 방어 불가능한 진지를 고수하라는 빈번한 지시로 인해 방해를 받았다. 그럼에도 불구하고 그는 자신의 리더십만이 승리를 가져올 수 있다고 계속 믿었다. 1944년까지 히틀러는 그의 "점점 더 망상에 가까운" 전쟁관을 지지하는 "아첨꾼들"에게 둘러싸여 있었고, 자신의 결정에 반대하는 장교들을 해임했다. 예를 들어, 그는 1944년 봄 에리히 폰 만슈타인을 해임했는데, 만슈타인은 동부 전선에서 최고의 독일 지휘관 중 한 명으로 여겨졌음에도 불구하고 그의 "현실적인 평가"를 패배주의적이라고 판단했다. 히틀러는 소련이 점점 더 효과적인 군사 작전을 펼치고 있음에도 불구하고 소련이 붕괴 직전에 있다고 믿었으며, 독일은 소련이 지칠 때까지 버티기만 하면 된다고 생각했다. 제1차 세계 대전에서의 경험을 바탕으로 히틀러는 독일이 저항 의지를 유지하는 한 승리가 가능하다고 가정했다. 이러한 믿음의 결과로, 그는 어떤 종류의 후퇴도 패배주의의 한 형태로 간주하여 전략적 가치와 상관없이 모든 영토를 사수해야 한다고 주장했다. 이는 적진에서 버틸 것으로 예상되는 더 많은 요새, 즉 feste Plätze를 준비하라는 명령으로 나타났다. 히틀러의 고수 명령과 전술적 후퇴를 허용하지 않는 태도는 바그라티온 작전 (1944년 6월~8월) 중 중부 집단군의 파괴를 가속화했다.
독일의 패배가 임박했음을 보여주는 증거가 쌓여감에 따라, 히틀러는 분더바페와 적의 실책에 초점을 맞춰 최후의 승리에 대한 자신의 믿음을 유지했다. 전쟁의 마지막 몇 달 동안 히틀러는 평화 협상을 고려하기를 거부했고, 항복보다는 독일의 파괴를 선호했다. 군대는 히틀러의 전쟁 노력 지배에 이의를 제기하지 않았고, 고위 장교들은 일반적으로 그의 결정을 지지하고 실행했다. 1945년 4월 22일, 그가 마침내 전쟁 패배를 인정했을 때, 히틀러는 빌헬름 카이텔과 요들 장군에게 더 이상 줄 명령이 없다고 말했다.

## 수상과 훈장
제1차 세계 대전 훈장
- 철십자, 2급 – 1914년 12월 2일[28]
- 바이에른 군사공로십자장, 3급 검 포함 – 1917년 9월 17일
- 연대 졸업장 (리스트 연대) – 1918년 5월 5일
- 전상장 흑색 – 1918년 5월 18일[78]
- 철십자, 1급 – 1918년 8월 4일[28]
- 바이에른 군사복무 훈장, 3급 – 1918년 8월 25일
- 명예십자장 검 포함 – 1934년 7월 13일 (모든 참전용사에게 소급 적용)

전쟁이 끝날 무렵, 히틀러가 정기적으로 착용했던 유일한 훈장은 전상장과 철십자 1급이었다. 나치당 휘장 중에서는 황금당 휘장 '7번'이 그가 정기적으로 착용했던 유일한 휘장이었다.

## 내용주
1. ↑  상병으로서 히틀러는 제복에 한 줄의 계급장을 달고 있었는데, 이는 이등병에서 유일하게 진급한 결과였다. 대부분의 영어 자료에서는 히틀러를 "lance corporal" 또는 "corporal"로 지칭하며, 가끔 폴커 울리히가 제퍼슨 체이스의 독일어 번역본에서 히틀러의 전기에서 "private first class" 또는 "private"을 사용하기도 했다.[1][2]
2. ↑  그들 중 두 명은 1940년 프랑스와 저지대 국가들에 대한 승리 후 플랑드르의 옛 장소들을 회상하며 히틀러와 합류했다.[25]
3. ↑  비교:Koebner, Thomas, 편집. (1989). 《"Bruder Hitler": Autoren des Exils und des Widerstands sehen den "Führer" des Dritten Reiches》 ['히틀러 형제': 망명 작가와 저항 작가들이 제3제국의 '퓌러'를 바라본 시각]. Heyne Sachbuch. Heyne. 21쪽. ISBN 9783453033856. 2017년 9월 12일에 확인함. Frage: Warum ist dieser 'Führer' viereinhalb Kriegsjahre lang ewig nur Gefreiter geblieben? Es war Mangel an Unteroffizieren; trotzdem sagte sein Kompanieführer: 'Diesen Hysteriker mache ich niemals zum Unteroffizier!' [질문: 이 '지도자'는 왜 4년 반 동안 계속해서 상병에 머물렀습니까? 부사관이 부족했음에도 불구하고 그의 중대장은 이렇게 말했습니다: '이 히스테리적인 남자를 절대 부사관으로 만들지 않겠다!']
4. ↑  오스트리아 국경 근처 동쪽의 포로 수용소 경비 임무. 포로는 러시아인이었고, 히틀러는 그 임무에 자원했다. Shirer 1960, 34쪽; Toland 1976, xx쪽.
5. ↑  사회주의 언론인으로서 아이스너는 1918년 11월 사회주의 혁명을 조직하여 바이에른의 비텔스바흐 왕조를 전복시켰고, 이로 인해 그는 "바이에른 혁명의 상징"으로 묘사되었다.
6. ↑  존 톨런드는 히틀러가 이 부서에 배치된 것이 부분적으로는 최전선에서의 "모범적인" 복무에 대한 보상이었고, 부분적으로는 책임 장교가 히틀러가 친구가 없지만 군이 요구하는 것은 무엇이든 기꺼이 하려는 태도를 불쌍히 여겼기 때문이라고 시사한다. Toland 1976, xx쪽.
7. ↑  군 "교육 세션"에서 누군가가 히틀러가 "친유대적"이라고 생각하는 발언을 했고 히틀러는 특유의 맹렬함으로 반응한 것으로 보인다. 샤이러는 히틀러가 "올바른" 정치적 신념을 가진 사병들을 교육하는 데 종사하는 우익 대학 교수의 주목을 받았고, 그 교수의 장교에 대한 추천이 히틀러의 진급으로 이어졌다고 말한다. Shirer 1960, 35쪽. "나는 더 많은 청중 앞에서 연설할 기회를 얻었고;  ... 이제 확인되었다: 나는 '말할 수 있었다.' 어떤 임무도 이것보다 나를 더 행복하게 만들 수 없었다;  ... 나는 군에 유용한 서비스를 제공할 수 있었다.  ... 내 강연에서 나는 수백 명의 동료들을 그들의 민족과 조국으로 이끌었다." Hitler 1999, 215–216쪽.
8. ↑  Erster Soldat des Deutschen Reiches – 총사령관에 해당하는 자칭 계급

## 참조주
1. ↑  O'Donnell 1978, 48쪽.
2. ↑  Ullrich 2016, 56쪽.
3. 1 2  Shirer 1960, 27쪽.
4. ↑  Eberle 2014, 23–24쪽.
5. 1 2 3 4  Eberle 2014, 24쪽.
6. 1 2  Weber 2010, 16쪽.
7. ↑  Eberle 2014, 24–25쪽.
8. 1 2  Kershaw 1998, 90쪽.
9. ↑  Evans 2003, 163–164쪽.
10. ↑  Weber 2010, 12–13쪽.
11. 1 2  Eberle 2014, 25쪽.
12. ↑  Solleder 1932.
13. ↑  Eberle 2014, 25–26쪽.
14. ↑  Eberle 2014, 26–27쪽.
15. ↑  Eberle 2014, 27쪽.
16. ↑  Eberle 2014, 28쪽.
17. ↑  Eberle 2014, 28–29쪽.
18. ↑  Keegan 1987, 239쪽.
19. ↑  Kershaw 2008, 53–54쪽.
20. ↑  Weber 2010, 100쪽.
21. ↑  Eberle 2014, 29–30쪽.
22. ↑  Childers, Thomas (2001). 〈The Weimar Republic and the Rise of the Nazi Party〉. 《A History of Hitler's Empire, 2nd Edition》. 제3 회 (영어). The Great Courses.  17:20-18:30에 발생. 2023년 3월 27일에 원본 문서에서 보존된 문서. 2023년 3월 27일에 확인함.
23. ↑  Eberle 2014, 30–31쪽.
24. 1 2 3  Alberge 2010
25. ↑  Kershaw 2000, 299쪽.
26. ↑  요아힘슈탈러, A. (1989) Korrektur einer Biographie. Adolf Hitler 1908–1920, München:Herbig, pp. 141–144
27. 1 2  Kershaw 2008, 58쪽.
28. 1 2 3  Bullock 1962, 52–53쪽.
29. ↑  Kershaw 2008, 59쪽.
30. ↑  Meyer, A. (1934) Mit Adolf Hitler im Bayr. R.I.R. 16 List, Neustat-Aisch: Georg Apperle
31. ↑  Shirer 1960, 30쪽.
32. ↑  Weber 2010, 156쪽.
33. ↑  Solleder 1932, 114쪽.
34. ↑  Kershaw 2008, 57쪽.
35. ↑  Langer 1972, 135–136쪽.
36. ↑  Langer 1972, 136쪽.
37. ↑  Kershaw 2008, 59–60쪽.
38. ↑  Kershaw 2008, 60, 62쪽.
39. 1 2  Childers, Thomas (2001). 〈The Weimar Republic and the Rise of the Nazi Party〉. 《A History of Hitler's Empire, 2nd Edition》. 제3 회 (영어). The Great Courses.  18:30-19:30에 발생. 2023년 3월 27일에 원본 문서에서 보존된 문서. 2023년 3월 27일에 확인함.
40. ↑  Langer 1972, 37쪽.
41. ↑  Kershaw 2008, 64쪽.
42. ↑  Ullrich 2016, 75쪽.
43. ↑  Ullrich 2016, 79쪽.
44. 1 2  Ullrich 2016, 80쪽.
45. ↑  Mitchell 2013, 37쪽.
46. ↑  Shirer 1960, 34쪽.
47. 1 2 3 4 5  Zaloga 1997, 15쪽.
48. 1 2  Kershaw 2008, 72–74쪽.
49. 1 2  Childers, Thomas (2001). 〈The Weimar Republic and the Rise of the Nazi Party〉. 《A History of Hitler's Empire, 2nd Edition》. 제3 회 (영어). The Great Courses.  20:00-22:00에 발생. 2023년 3월 27일에 원본 문서에서 보존된 문서. 2023년 3월 27일에 확인함.
50. ↑  Rees 2012, 17–18쪽.
51. ↑  Ullrich 2016, 82쪽.
52. ↑  Shirer 1960, 35쪽.
53. ↑  Kershaw 2008, 82쪽.
54. ↑  Stackelberg 2007, 9쪽.
55. ↑  Kershaw 1998, 441쪽.
56. ↑  Messerschmidt, M. (1969). Die Wehrmacht im NS-staat. Zeit der indoctrination, Hamburg:Decker's Verlag, pp. 18–47
57. ↑  Schoenbaum, D.(1967). Hitler's social revolution. Class and Status in Nazi Germany 1933–1939, London, Weidenfeld and Nicolson, p. 68
58. ↑  O'Neill, R. J. (1966). The German Army and the Nazi Party, 1933–1939, London: Cassell, p. 65
59. ↑  Shirer, W.S. (1941). Berlin Diary, London: Hamish Hamilton, p. 346
60. ↑  Strawson 1971, 43쪽.
61. ↑  Rosinski, H. (1939). The German Army, London: Hogarth Press, p. 237
62. ↑  Schramm 1972, 104쪽.
63. ↑  Strawson 1971, 51쪽.
64. ↑  Strawson 1971, 66쪽.
65. ↑  Stein 2002, 26쪽.
66. ↑  Strawson 1971, 92쪽.
67. ↑  Schramm 1972, 148쪽.
68. ↑  Kershaw 2008, 420, 446–447, 559–561, 571쪽.
69. ↑  Zaloga 1997, 14–15쪽.
70. ↑  Kershaw 2012, 169–170쪽.
71. ↑  Overy 2005, 421–425쪽.
72. ↑  Zaloga 1997, 9–10쪽.
73. ↑  Zaloga 1997, 15–16쪽.
74. ↑  Zaloga 1997, 85쪽.
75. ↑  Kershaw 2012, 396–397쪽.
76. ↑  Kershaw 2008, 171–395, 569쪽.
77. ↑  Strawson 1971, 226쪽.
78. ↑  Steiner 1976, 392쪽.
79. ↑  Angolia 1989, 183쪽.

## 참고 문헌
- Alberge, Dalya (2010년 8월 16일). “아돌프 히틀러는 전쟁 영웅? 무엇이든, 제1차 세계 대전 전우들은 말했다”. 《가디언》. 2013년 9월 15일에 원본 문서에서 보존된 문서. 2019년 7월 7일에 확인함.
- Angolia, John (1989). 《Führer와 조국을 위하여: 제3제국의 정치 및 민간 훈장》. R. James Bender Publishing. ISBN 978-0-912-13816-9.
- Bullock, Alan (1962) [1952]. 《히틀러: 폭정에 대한 연구》. 런던: Penguin Books. LCCN 63005065.
- Eberle, Henrik (2014). 《히틀러의 세계 대전: 사병이 어떻게 군 사령관이 되었는가》 [Hitler's world wars: How the private became a military commander]. Hoffman und Campe Verlag. ISBN 978-3455502657.
- Evans, Richard J. (2003). 《제3제국의 도래》. Penguin Group. ISBN 978-0-14-303469-8.
- Hitler, Adolf (1999) [1925]. 《나의 투쟁》. 뉴욕: Houghton Mifflin. ISBN 978-0-395-92503-4.
- Keegan, John (1987). 《지휘의 가면: 장군직 연구》. 런던: Pimlico. ISBN 978-0-7126-6526-1.
- Kershaw, Ian (1998). 《히틀러 1889-1936: 오만》. 런던: Allen Lane - The Penguin Press. ISBN 0-713-99047-3.
- Kershaw, Ian (2000). 《히틀러 1936-45: 복수》. Allen Lane - The Penguin Press. ISBN 0-713-99229-8.
- Kershaw, Ian (2008). 《히틀러: 전기》. 뉴욕: W. W. Norton & Company. ISBN 978-0-393-06757-6.
- Kershaw, Ian (2012). 《종말: 히틀러의 독일, 1944–45》 Paperback판. 런던: Penguin. ISBN 978-0-14-101421-0.
- Langer, Walter C. (1972) [1943]. 《 아돌프 히틀러의 마음: 비밀 전시 보고서》. 뉴욕: Basic Books. ISBN 978-0-465-04620-1.
- Mitchell, Otis C. (2013). 《히틀러의 돌격대와 독일 공화국 공격, 1919-1933》. McFarland. ISBN 9780786477296.
- O'Donnell, James P. (1978). 《벙커》. 보스턴: Houghton Mifflin. ISBN 0-395-25719-0.
- Overy, Richard (2005). 〈전쟁 지도자로서의 히틀러〉.   Dear, I. C. B.; Foot, M. R. D. 《옥스포드 제2차 세계 대전 동반자》. 옥스포드: 옥스퍼드 대학교 출판부. ISBN 978-0-19-280670-3.
- Rees, Laurence (2012). 《히틀러의 카리스마: 수백만 명을 심연으로 이끌다》. Pantheon Books. ISBN 9780307377296.
- Schramm, Percy E. (1972). 《히틀러. 인간이자 군사 지도자》. 런던: Allen Lane The Penguin Press.
- Shirer, William L. (1960). 《제3제국의 흥망성쇠》. 뉴욕: Simon & Schuster. LCCN 60-6729.
- Solleder, Fridolin (1932). 《4년간의 서부 전선. 리스트 연대 R. J. R. 16의 역사》. 뮌헨: Verlag Max Schrift.
- Stackelberg, Roderick (2007). 《나치 독일에 대한 루틀리지 동반자》. 뉴욕: Routledge. ISBN 978-0-415-30860-1.
- Stein, George (2002) [1966]. 《무장친위대: 히틀러의 정예 부대 전쟁 1939–1945》. Cerberus Publishing. ISBN 978-1841451008. 2023년 4월 18일에 원본 문서에서 보존된 문서. 2020년 10월 20일에 확인함.
- Steiner, John Michael (1976). 《국가사회주의 독일의 권력 정치와 사회 변화: 대량 파괴로의 확산 과정》. 헤이그: Mouton. ISBN 978-90-279-7651-2.
- Strawson, John (1971). 《군 사령관으로서의 히틀러》. 런던: B. T. 바스포드.
- Toland, John (1976). 《아돌프 히틀러》. 뉴욕: Doubleday & Company. ISBN 978-0-385-03724-2.
- Ullrich, Volker (2016). 《히틀러: 등극, 1889-1939》. Knopf Doubleday Publishing Group. ISBN 9780385354394.
- Weber, Thomas (2010). 《히틀러의 첫 번째 전쟁》. 뉴욕: 옥스퍼드 대학교 출판부. ISBN 978-0-19-923320-5.
- Zaloga, Steven (1997) [1st pub. 1996]. 《바그라티온 1944: 중부 집단군 파괴》 재판. 옥스포드: 오스프리 출판사. ISBN 1-85532-478-4.

## 더 읽어보기
- Fritz, Stephen G. (2020). 《첫 번째 병사: 군사 지도자로서의 히틀러》. 뉴헤이븐: Yale University Press. ISBN 978-0300251463.
- Pyta, Wolfram (2015). 《히틀러. 정치인이자 군사령관으로서의 예술가》 [Hitler. The artist as politician and military commander]. 뮌헨: Siedler Verlag. ISBN 978-3-641-15701-2.
- Riecker, Joachim (2009). 《히틀러의 11월 9일: 제1차 세계 대전이 어떻게 홀로코스트로 이어졌는가》 [Hitler's 9 November: How World War I led to the Holocaust]. WJS. ISBN 978-3937989570.
- Sangster, Andrew; Battistelli, Pier Paolo (2024). 《히틀러는 어떻게 전통적인 군대 체제를 진화시켰는가: 카이텔, 파울루스, 만슈타인 원수를 통한 연구》. 반즐리: Pen & Sword Books. ISBN 978-1036106027.